# Nicolae Zafton
Nicolae Zafton (n. 1947) este un general din Republica Moldova.

## Biografie
Nicolae Zafton s-a născut în anul 1947. Este de profesie jurist și a lucrat ca procuror. Prin Decretul Președintelui Sovietului Suprem al RSS Moldovenească din 5 februarie 1987 a fost decorat cu Ordinul "Steaua Roșie". De asemenea, la 5 octombrie 1989, a primit și titlul onorific de "Jurist emerit din Republica Moldova".
La 13 mai 1994 Parlamentul Republicii Moldova i-a conferit procurorului militar Nicolae Zafton gradul de general-maior de justiție. La 26 decembrie 1995, a fost confirmat în funcția de membru al Colegiului Procuraturii din Republica Moldova, fiind șef al secției de supraveghere a executării legislației în Forțele Armate. A fost exclus din componența Colegiului Procuraturii prin hotărârea Parlamentului Republicii Moldova din 3 aprilie 2003 .
Nicolae Zafton a candidat la funcția de deputat în Parlamentul Republicii Moldova în cadrul alegerilor parlamentare din 6 martie 2005 din partea Partidului Țărănesc Creștin Democrat din Moldova, dar acest partid s-a clasat sub pragul electoral.